# すずり執行ちゅう!
『すずり執行ちゅう!』（すずりしっこうちゅう!、Suzuri SHIKKOU CHU♥）は、Rypによる日本の漫画作品。『good!アフタヌーン』（講談社）において2009年02号から2011年19号まで連載されていた。単行本全2巻。全18回。形式は4コマ漫画。単行本第1巻のキャッチコピーは「トウゼン笑えてダンゼンかわいい 美少女巻き込まれ系学園4コマ!」。また同巻には伊咲ウタからイラストが寄稿されている。

## あらすじ
西暦2309年の日本。24世紀の未来でも人々の生活はあまり変わっておらず、平和な日々である。能登すずりは、親友のえりと共に憧れの小説家と同じ高校に入学し、そこで兄も所属している謎の部活動、執行部の面々と出遭う。成り行きで執行部に入部したすずり、えりと執行部やクラスメイトたちの学園生活を描く。

## 登場人物
能登 すずり（のと すずり）
本作品の主人公。私立ユニバース学園に入学した1年生。ショートカットで、あげは曰く「髪にアンテナ立てている」。天然ボケで、えりに突っ込まれてばかりいるが、より強力である執行部の面々に対してはツッコミに回ることもある。
兄の忠告は聞いていなかったようで、執行部の部員証を持っており、正式に入部した模様。
同校の卒業生である小説家・水樹ゆかりに憧れて小説家を目指している。執筆中の小説は宇宙戦争+コメディもののライトノベルである。えりにイラストレーションを依頼しているが、実は自分の方が上手い。この小説は作中作として描かれてもいる。
頭は余り良くなく、試験はちかのお陰で上位に入ることが出来た。但し変なクセが付いた模様。
実は能登家の養女で、実の両親は3年前に行方不明となっている。だが今は「能登家の養女として幸せ」とのこと。
後にかさぶたを剥がして変身するゾンビの魔法少女を主人公にした小説「かさぶたゾンビと魔女戦争」にて作家デビューする。担当編集者はわかなである。
宮菊 えり（みやぎく えり）
すずりの幼なじみ。ツッコミ役。ツインテールで、母にさえからかわれる程の貧乳（カップはダブルエー、健曰くつるぺた）。すずりの部屋とは向かい合わせで、無防備なすずりの姿を撮影した動画を所持しているらしい。
執行部のことを「人外の変態の巣窟」と評し一定の距離を持って接しているつもりだが、すずりは（勝手に記入された）部員証を預かっている。また執行部の面々が自宅に行った際、その母を「顧問」としている。
執行部のことを始め、すずりにはたびたび巻き込まないでくれと言っているが、すずりが話を聞いていないため、結果的に行動を共にしている。
宇宙には何度か行っているため慣れているが、隕石の衝突により地球に落下、単独で帰還した初の人間となった。
イラストレーターを目指しているようだが、すずり曰く「才能が無い」。また自身も下手だと自覚しているようだが、すずりにはっきり言われると泣いてしまう。実際にネットで知り合ったと言うプロに教えてもらった結果の作品も、あごが尖っている独特な人物画であった。但し後にわかなには「なかなか個性的」と評された。後に毎日30枚絵を描く練習を行い、絵は若干上達したが、描いたギャグ4コママンガ作品の出来は微妙で、すずりには笑ってもらえなく「わかんない」と言われ、えりには気に入られたがやはり笑ってもらえなかった。
尚、作中でえりが描いた4コママンガはひづきはるかが描いている。
笹原 健（ささはら けん）
執行部長。名前は「KEN」とローマ字表記される。一見優等生風の眼鏡男子だがその中身は変態で、別名を「魔改造のKEN」と言い、美少女フィギュアの改造が趣味である。3次元の女子には興味が無く、またロリコン。Mの気もあり、縛られる際の縛られ方にはこだわりがある。
ネタのつもりで言った「（慎二とは）血が繋がってないんだろ?」という言葉が真実だと知ったときにはリアクション芸人のような行動を取った。
成績はトップ10をキープしている。
能登 慎二（のと しんじ）
執行部体育会長。すずりの義兄。妹思いで執行部では珍しい常識人。すずりが入学したとき、執行部には近寄らせないようにしようとするも、すずり側から執行棟にやって来たために無駄になってしまった。
成績は良くなく、学年284人中の283位であった。留年しそうになるが、執行部の面々の企みに気付き奮起、何とか留年せずにすむ。
二枚目であり、幼い頃は幼なじみであったすずりとえりから好意を持たれていた（現在は不明）。
御門 あげは（みかど あげは）
執行部副部長。また執行部書庫の管理人。ロングヘアーの美少女だが、別名を「腐痛の女王」と呼ばれる腐女子である。趣味は百合で、下級生でハーレムを築いているらしい。荒縄で縛ることが好きで、慎二や健のみならず、すずりやえりも縛られた。頭は良く、学年トップの成績を誇る。
周囲の相談に乗るふりをして、意向を無視して自分の「趣味の」方向に持って行こうとする。また健やクマの変な趣味を煽ったりして楽しんでいる。
女子剣道部の廃部が執行された後、前から狙っていたという部長を調教した。
クマ・タカカズ
執行部飼育委員。また執行部書庫の門番。名字は「久万」とも記載されている。白熊だが日本語を喋り、読み書きも出来る。それだけでなく成績もあげはと争うほど優秀である。百合が好きだが、あげはの嗜好とはことごとく対立する。あげはのことを良く背に乗せるが、遊んでいるときもあれば足代わりにされている場合もある。
神出鬼没で、すずりの体育の授業時や、すずりが小説を持ち込んだ護国寺の出版社に現れたこともある。
寺門 あかね（てらかど あかね）
すずりのクラスメイトで剣道部員。すずり、えりとは剣道部に勧誘するためにいきなり斬りかかったことを切っ掛けとして親しくなる。剣の道に情熱を燃やす余り、辻斬りのようなことをしている。また真剣の手入れも行っている。
話を理解するのに時間がかかるようで、えりからは「すずりと気が合いそう」と評された。
執行部によって女子剣道部が廃部になった後、「武士道部」の設立を申請するも、芝崎先生の目が見開いたため、自粛している。但しまだ諦めてはいない模様。
高菜 有希（たかな ゆき）
すずりのクラスメートで剣道部員。背が小さく、ショートカットで髑髏の髪留めを付けている。ハードロックが好きで本当はバンド活動を行いたかったらしいが、竹刀を持った人に追いかけられ（あかねのことかは不明）無理矢理剣道部に入部させられたとのこと。ロックの話になると興奮し人が変わるが、本来の性格は極めて常識人である。
巻き込まれ体質であるようで、えりからは「話が合う気がする」と言われた。
執行部によって女子剣道部が廃部になった後、「ロックバンド部」の設立を申請、許可されたが活動内容が武器を使用したデスロックの演奏であったらしく、「無差別暴力行為意」の理由にて即時廃部が執行された。
水橋 ちか（みずはし ちか）
すずりのクラスメートでクラス委員。常識人だが、自分に不利なことがあると逃げようとするなど、真面目な顔でボケる。性格も真面目だが、「ぱんつ王子」というキャラの妄想をすることもある。
成績は良く、試験のことがすっかり抜けていたすずりに勉強を教える。だが効率良く勉強させるために取った行動により、すずりに変なクセを付けてしまった。
芝崎 あおい（しばさき あおい）
すずりらの担任教師。28歳。かなりの天然ボケキャラで、怖いことを平気で口にする。いつもは糸目で笑顔だが怒ると目が開き、「処分される」らしい。紹介コメントによると「教師には向いていないのでは」という悩みを持っている模様。
校庭内に畑を作ったり、危険な目にあいそうな生徒に保険をかけたりと、時々常識外れなことも行っている。
水樹 ゆかり（みずき ゆかり）
ユニバース学園のOGである人気小説家。すずりらの入学した前年度の卒業生で、在校時は執行部員であった。但し表向きには、存在しない「文芸部」員であったらしい。
インタビューにおいて「縄で自分を縛る気持ちで」執筆していると発言したが、別の意味で縛られないと執筆は進まないらしい。また縛られていないと頼りない人物である模様。
あげはとも面識があり、「あげは様」と呼んでいる。
秋山 わかな（あきやま わかな）
出版社のノベル担当の編集者。すずりが自作を持ち込みに行った際に対応した。関西弁で喋る。ゆかりの担当もしており、「差し入れ」と称して荒縄を持って行き、縛っている。また蝋燭を垂らしたりもしている。尚、上司に当たるチーフ（名前は不明）は常識人である。後に正式にすずりの担当となる。

## 用語
執行部（しっこうぶ）
正式名称は「ユニバース学園最高評議会執行部」。部員は「執行者」と呼ばれる。部室は「執行棟」と呼ばれる建物にある。
活動内容は、学園が決定した物事を執行することである。「執行令状」が発行され、リスト「執行リスト」を配布、それに基づき執行部の面々が執行する。礼状の内容は予算や懲罰、さらには「ネコの捕獲」の様な雑用など多岐に亘る。女子剣道部が「無差別辻斬り事件」という理由にて廃部を執行された。

## 主な舞台
私立ユニバース学園（しりつユニバースがくえん）
すずりたちの通う「長い坂の上にある」高校。通称「ユニ学」。軌道エレベーターを使って宇宙に上ることも出来、体育の授業を軌道上のリングで行うこともある。

## 書誌情報
Ryp 『すずり執行ちゅう!』 講談社〈アフタヌーンKC〉、全2巻
- 第1巻、2010年6月7日初版発行、ISBN 978-4-06-310668-8 - 「番外編 すずり執筆ちゅう!」「SUZURI CHARACTER」などの描き下ろしページあり。
- 第2巻、2012年1月6日初版発行、ISBN 978-4-06-310797-5 - 本誌未掲載のおまけ4コマ、「あとがき」などの描き下ろしページあり。